# Sobór Objawienia Pańskiego w Tomsku
Sobór Objawienia Pańskiego – prawosławny sobór w Tomsku, katedra eparchii tomskiej Rosyjskiego Kościoła Prawosławnego.
Pierwsza cerkiew pod wezwaniem Objawienia Pańskiego została wzniesiona na miejscu dzisiejszego (XXI w.) soboru w 1630. W 1666 otrzymała status soboru w związku z formalnym utworzeniem eparchii tomskiej, w rzeczywistości jednak nigdy nie stała się świątynią biskupów. Wielokrotnie niszczona przez pożary, za każdym razem była odbudowywana. W 1777 w sąsiedztwie zniszczonej już cerkwi rozpoczęto budowę nowego murowanego soboru, który został uroczyście poświęcony 23 listopada 1784. W kolejnych latach sobór był rozbudowywany o ołtarze boczne: św. Eliasza, Obrazu Chrystusa Nie Ludzką Ręką Uczynionego oraz św. Michała Archanioła.
Przy soborze od 1892 działało towarzystwo opieki nad ubogimi, zaś od 1894 – szkoła parafialna. Działała także biblioteka. Co roku z soboru w święto Chrztu Pańskiego (święto Jordanu) wyruszała procesja udająca się na poświęcenie wody w rzece Tom.
Sobór został zamknięty w latach 30. XX wieku i od 1941 do 1989 mieściła się w nim fabryka obuwia. Następnie obiekt został zwrócony wiernym i całkowicie odrestaurowany dzięki wsparciu gubernatora tomskiego W. Kriessa. 26 stycznia 2003 miało miejsce powtórne poświęcenie budynku, chociaż nabożeństwa wznowiono w nim już trzy lata wcześniej.